# Eugeen Arnauts

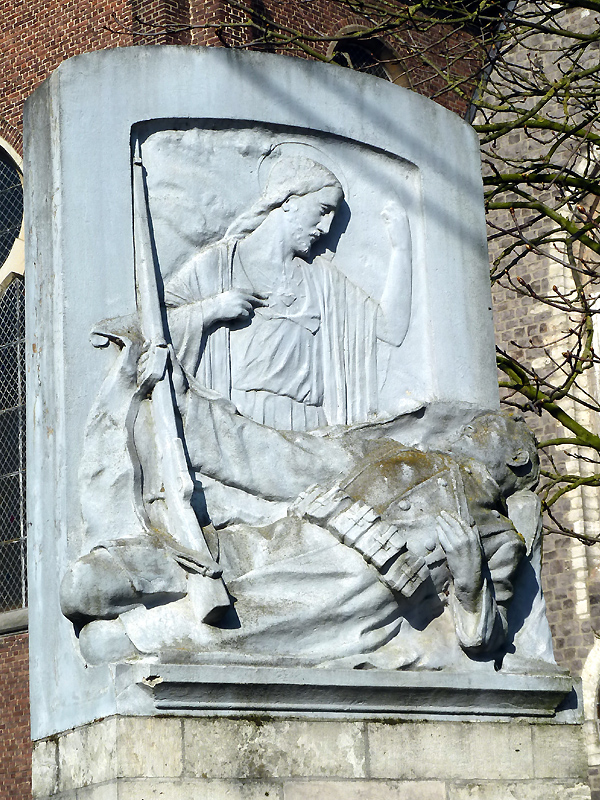
Oorlogsmonument Neerlinter gemaakt door Eugeen Arnauts

Eugeen Hubert Arnauts (Neerlinter, 1 juni 1883 – 24 april 1965) is een Belgisch beeldhouwer die bekend blijft vanwege zijn oorlogsmonumenten ter herdenking van de Eerste Wereldoorlog.
Arnauts studeerde beeldhouwkunst aan de Academie voor Schone Kunsten te Brussel. Als beste leerling behaalde hij verscheidene prijzen en medailles (onder andere 1e prijs ‘naar de natuur’ in 1910-11 en 1911-12). Hij won ook een reisbeurs naar Parijs waar hij Rodin ontmoette. In 1912 werd hij geselecteerd voor de Prijs van Rome.
Eugeen Arnauts was tijdelijk als leerling en beeldhouwer verbonden aan het Leuvense atelier voor religieuze kunst van Frantz Vermeylen. Toen deze in 1922 opeens overleed, nam Eugeen Arnauts verscheidene opdrachten over.
Na de Eerste Wereldoorlog maakte Eugeen Arnauts talrijke oorlogsmonumenten, onder andere in Leuven (het Schreursmonument), Zoutleeuw, Neerlinter, Kessel-Lo, Neerlinter, Drieslinter, Budingen. Hij ontwierp het fronton van een museum in Doornik.
Door een val van een hoge stelling in 1924 werd Eugeen Arnauts zwaargewond, wat een einde maakte aan zijn productie van beeldhouwwerken.